# Veniamin Kaverin
Veniamin Aleksandrovici Kaverin (în rusă Вениами́н Алекса́ндрович Каве́рин), născut Zilber (Зи́льбер; n. 6/19 aprilie 1902, Pskov, Imperiul Rus – d. 2 mai 1989, Moscova, RSFS Rusă, URSS) a fost un scriitor sovietic care a făcut parte din grupul de scriitori numit „Fraternitatea Serapion” (Serapionî bratia, Серапионовы братья) inițiat de Evgheni Zamiatin. Această grupare a manifestat un deosebit interes pentru intriga narativă.
Kaverin a scris romane de aventură și realiste, de fină observație psihologică și socială, remarcabile prin rafinamentul construcției.
Veniamin Kaverin este autorul romanului Doi căpitani, publicat între anii 1938 - 1944, roman pentru care în 1946 a primit Premiul Stalin. Romanul a avut un succes deosebit atât în Uniunea Sovietică, fiind publicat în aproximativ 42 de ediții în 25 de ani, cât și în străinătate, fiind tradus în numeroase țări, deviza eroului principal devenind celebră: „Să lupți și să cauți, să găsești și să nu te lași doborât!”. În ciuda prolificității sale, Kaverin a fost unul dintre puținii scriitori sovietici ai epocii care nu a menționat niciodată numele lui Stalin în scrierile sale.
Succesul romanului a determinat ecranizarea sa (în 1955 și 1976) precum și transpunerea sa, de către Gheorghi Vasiliev, în music-hall-ul intitulat Nord-Ost (Nord-Est), foarte popular în Rusia. Criza ostatecilor de la teatrul Dubrovka din Moscova din 23 octombrie 2002, declanșată de acțiunea unui grup de teroriști ceceni, a demarat în timpul celei de-a 323-a reprezentații a acestui spectacol.
Un asteroid, 2458 Veniakaverin, descoperit pe 11 septembrie 1977 de către astronomul sovietic Nikolai Stepanovici Cernîh, a fost numit astfel în onoarea sa.

## Scrieri
- 1923: Maeștri și discipoli ("Мастера и подмастерья")
- 1931: Artistul necunoscut ("Художник неизвестен")
- 1934: Împlinirea dorințelor ("Исполнение желаний")
- 1938/1944: Doi căpitani ("Два капитана")
- 1949/1956: Carte deschisă ("Открытая книга").

## Traduceri în limba română
- Veniamin Kaverin - Doi căpitani, traducere de Marcel Gafton și Lidia Zamfirescu, Editura Tineretului, Colecția Cutezătorii, București, 1956, 1959, 1960, 1961
- Veniamin Kaverin - Prieten necunoscut, Editura pentru Literatură Universală, Colecția Meridiane, București, 1963
- Veniamin Kaverin - Scandalagiul, Colecția Meridiane, Editura Univers, București, 1968
- Veniamin Kaverin - În fața oglinzii, Editura Eminescu, Colecția Romanul de dragoste, București, 1972
- Veniamin Kaverin - La oglindă, Colecția Meridiane, Editura Univers, București, 1973